# Yamaha TRX 850
Yamaha TRX 850 je motocykl kategorie nakedbike, vyvinutý firmou Yamaha, vyráběný v letech 1995–1999. Motor je desetiventilový dopředu skloněný kapalinou chlazený řadový dvouválec 270°. Na japonském trhu se objevil v roce 1995, verze pro evropský trh byla k dispozici v roce 1996. Z důvodu úspory nákladů byl použit motor z TDM 850 a díly z řady FZR.
TRX 850 byl navržen jako konkurence pro v devadesátých letech oblíbené velké dvouválcové superbiky, především Ducati, od nichž se výrobce inspiroval příhradovým rámem. V Evropě model nebyl příliš úspěšný v konkurenci motocyklů jako Honda VTR 1000 nebo Suzuki TL 1000. V roce 1999 byla výroba zastavena, ale pokračovala výroba TDM se zvýšeným objemem jako TDM 900. Motor má 5 ventilů na válec: 3 sací a 2 výfukové. Ve srovnání s TDM je lehčí, menší a více sportovněji zaměřený.

## Technické parametry
- Rám: příhradový ocelový
- Suchá hmotnost: 190 kg
- Pohotovostní hmotnost: 213 kg
- Maximální rychlost: 220 km/h
- Spotřeba paliva: 4,9 l/100 km